# Fuerte de la Galea
Para el Castillo del Príncipe de La Habana, véase Castillo del Príncipe (La Habana)
El fuerte de la Galea o Castillo del Príncipe es un fuerte de defensa situado en Punta Galea a la entrada de la ría del Nervión en Guecho, Vizcaya País Vasco (España). Desde 1947 no tiene función militar alguna. Es una de las construcciones militares del siglo XVIII mejor conservadas del País Vasco y la mejor de Vizcaya.

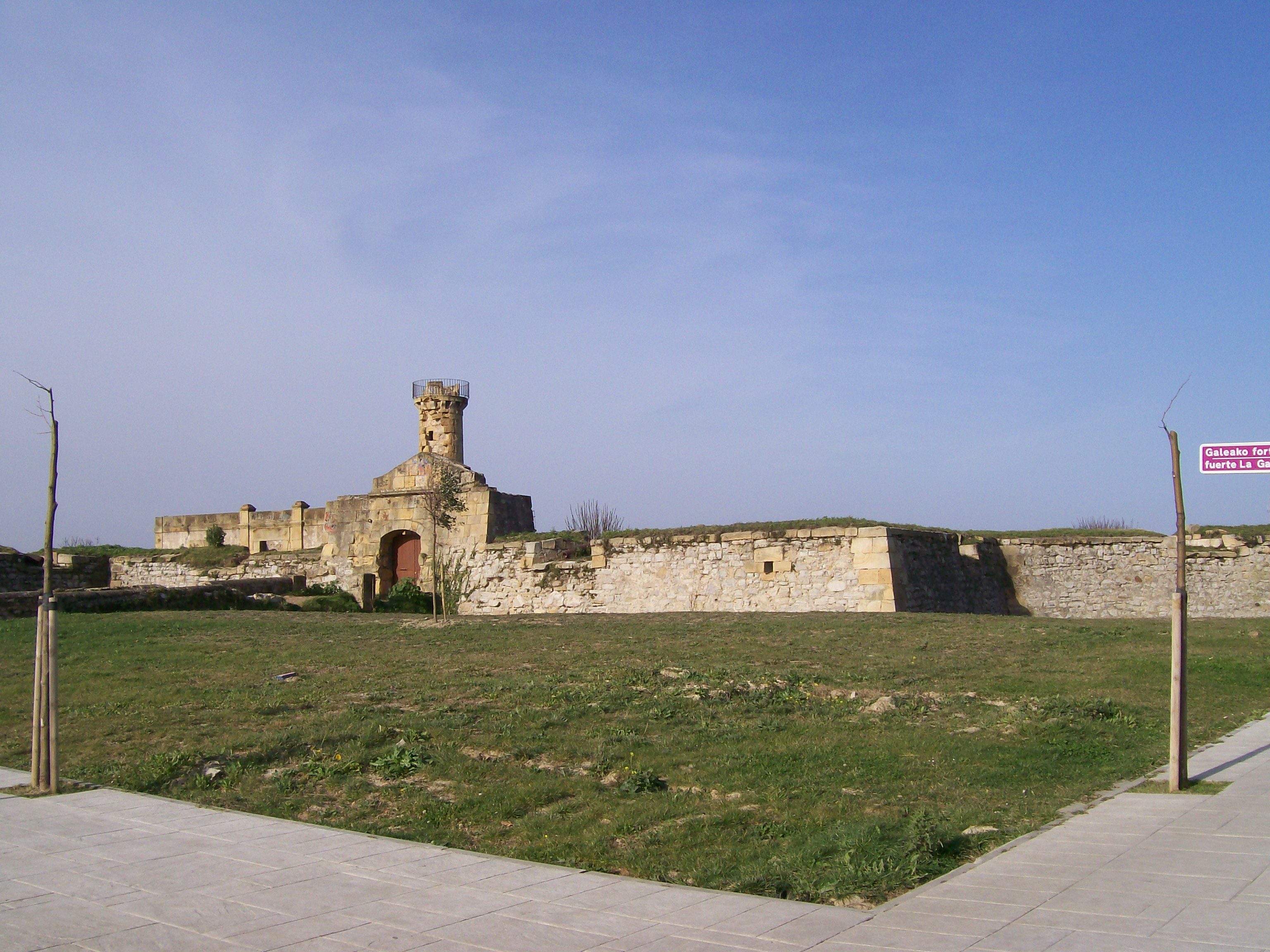
Fuerte de la Galea.

## Historia
El fuerte es una construcción militar del siglo XVIII y ocupó el lugar de una antigua atalaya que ya existía en el siglo XVI.
Fue proyectado por el coronel Jaime Sycre y participaron en la construcción los vecinos de la zona (bajo obligación) dirigidos por los maestros canteros y carpinteros Juan Pagoeta, Lorenzo Oruaga y Francisco Doñabeitia. Se tardó un año en realizar su construcción que empezó en 1742, su costo final fue superior a los 130.000 reales.
En 1782 el Consulado de Bilbao mandó construir un faro siguiendo el ejemplo del realizado en el monte Igueldo de San Sebastián. Este faro era una construcción circular en la que se encendía un fuego alimentado por aceite de nabo. A mediados del siglo XIX se sustituyó por otro que se mantuvo en activo hasta 1925 año en el que se realizó el que actualmente está en funcionamiento.
La construcción del castillo del Príncipe completaba la defensa del Abra junto a las baterías situadas en la margen izquierda, en la zona de Ciérvana.
Cuenta con potentes muros de mampostería y sillería y tiene 14 troneras para cañones (en un principio tenía 18) y está rodeado por un foso en la parte de tierra. En su interior diversos edificios albergaban los almacenes y polvorines correspondientes, así coma las instalaciones para la tropa.
En la guerra de la Convención lo ocuparon los franceses en 1795 y en 1827 lo destruyeron los ingleses. Se reconstruyó (fue entonces cuando se quitaron las 4 troneras) y en las guerras carlistas tuvo su protagonismo: En la primera lo destruyó la Legión Auxiliar Británica, para impedir que lo usaran los carlistas, en la segunda se reconstruyó de nuevo.
En 1947 el Ministerio de Defensa abandono la propiedad que cedió al ayuntamiento de Getxo para fines públicos. Se instaló allí una zona de expansión centrada en un merendero que se clausuró en 1975. En la actualidad no tiene uso alguno.